# Estación Alcaráz
Estación Alcaraz es una estación de ferrocarril ubicada en la localidad de Villa Alcaraz del Departamento La Paz en la Provincia de Entre Ríos, Argentina. 

## Servicios
Se encuentra precedida por el Apeadero Talitas y le sigue el Apeadero Km 160.